# Donna Fargo

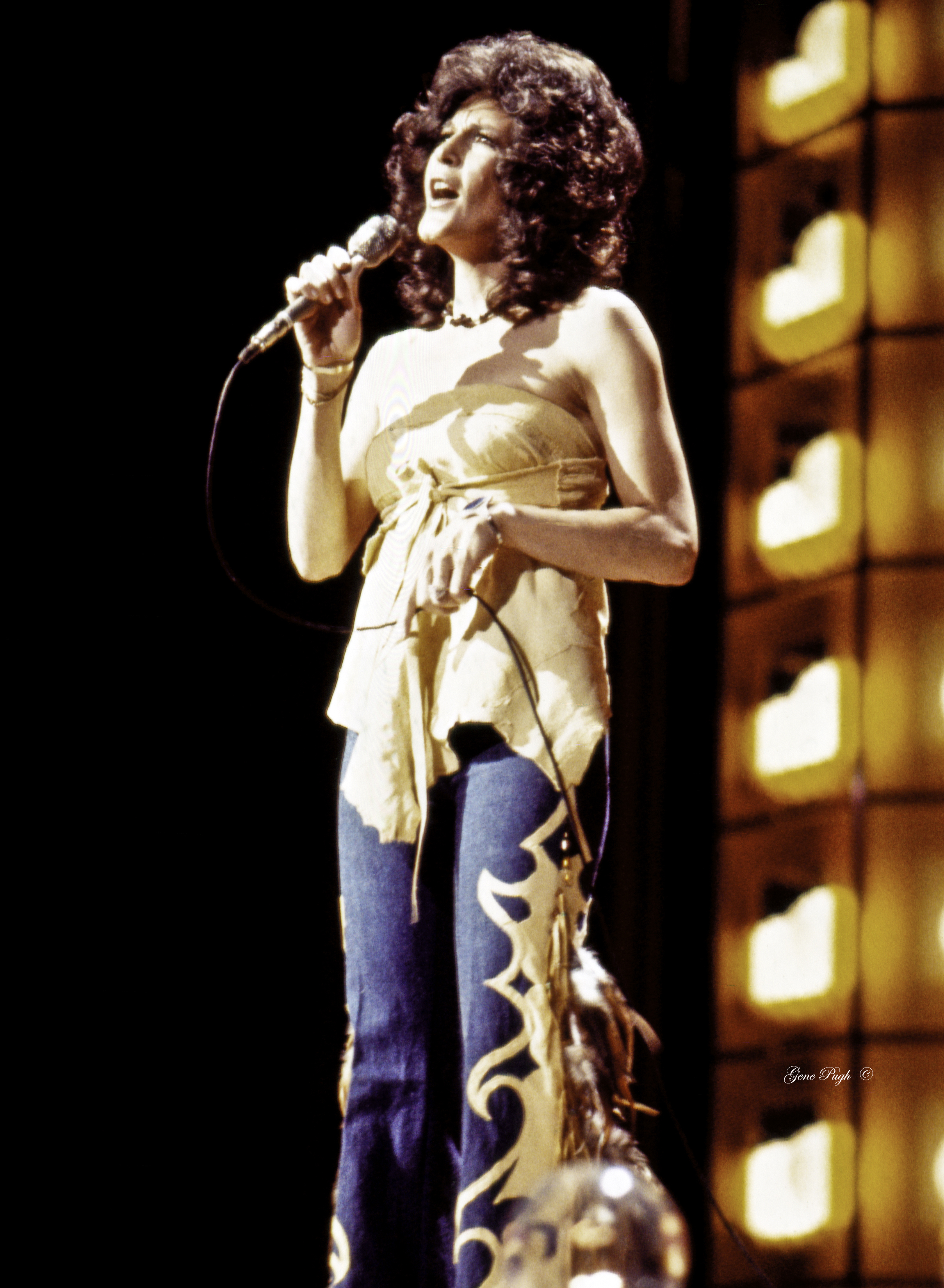
Country-Sängerin Donna Fargo (1978)

Donna Fargo (* 10. November 1945 in Mount Airy, North Carolina als Yvonne Vaughan) ist eine US-amerikanische mit dem Grammy ausgezeichnete Country-Sängerin und -Songschreiberin.

## Werdegang
Yvonne Vaughan arbeitete tagsüber in einem Vorort von Los Angeles als Lehrerin und abends als Sängerin. Bereits 1964 veröffentlichte sie erste Soul-orientierte Singles für Fabor und Dot unter ihrem Geburtsnamen. Diese waren ebenso erfolglos wie weitere Singles für kleinere Label wie Ramco und Challenge am Ende der 1960er Jahre. Zu diesem Zeitpunkt hatte sie ihren Namen in Donna Fargo geändert. Ein Wechsel zu Decca im Jahre 1968 blieb ebenfalls ohne Hit. 1969 heiratete sie den Plattenproduzenten Stan Silver. In Nashville hatte man trotz ausbleibender Hits Notiz von Fargo genommen, denn 1969 wurde sie mit dem ACM Award als Most Promising Female Vocalist ausgezeichnet. 
Fargo unterschrieb wenige Jahre erneut bei Dot und dieses Mal wendete sich das Blatt: 1972 hatte sie mit The Happiest Girl In The Whole U.S.A. ihren großen Durchbruch. Die Single erreichte die Nummer eins der Country-Charts, notierte auf Platz 11 in den Pop-Hitparaden und wurde als Millionenseller mit Gold ausgezeichnet. Das Album gleichen Namens hielt sich 43 Wochen in der Hitparade. Es erreichte ebenso Gold und 1973 einen Grammy für die beste weibliche Gesangsleistung einer Country-Sängerin. Auch die nächste Single Funny Face wurde zum Nummer-eins-Hit und erreichte Platz fünf der Pop-Hitparade sowie Gold. Im April 1973 belegte sie mit dem Song Superman eine Woche den Spitzenplatz der Country-Charts, im Juli folgte You Were Always There, ein Jahr später You Can't Be A Beacon (If Your Light Don't Shine). 
Fargos bekannteste Lieder wurden seinerzeit zahlreich gecovert. So wurde insbesondere The Happiest Girl In The Whole U.S.A. von Country-Größen wie Kitty Wells, Tanya Tucker oder Tammy Wynette aufgenommen. In Deutschland erschien eine deutsche Version von Manuela. Funny Face wurde kurz nach der Veröffentlichung auch von Wanda Jackson, Jean Shepard oder Marty Robbins gecovert. Daneben nahmen auch Roy Clark oder Dottie West Kompositionen von Fargo auf.
Nach ihrem Wechsel zu Warner gelang ihr mit dem Titel That Was Yesterday im Juli 1977 ein letzter Nummer-1-Hit. Sehr erfolgreich war 1978 auch Do I Love You (Yes in Every Way), gefolgt von ihren letzten Top-10-Hits im selben Jahr, Another Goodbye und Somebody Special. Danach gelangen Fargo nur noch mittlere bis kleinere Hits. Sie konnte sich aber noch bis 1991 in den Country-Charts halten.
1978 gab Fargo bekannt an Multiple Sklerose zu leiden. Sie begab sich in Behandlung und stellt ihre Karriere zeitweise hintan. Sie trat aber weiterhin auf und veröffentlichte neue Alben. Trotz ihrer Erkrankung konnte Fargo 1978 auch ihre eigene musikalische Fernsehshow präsentierten, die ein Jahr später nach 26 Episoden wieder eingestellt wurde. 1981 veröffentlichte sie mit Brotherly Love ein Gospelalbum.
1997 publizierte sie den Ratgeber Trust In Yourself und sechs Jahre später den Gedichtband To The Love Of My Life. Ihre bis dato letzte veröffentlichte Single war der 2008 veröffentlichte Titel We Can Do Better In America.
Ihren Erfolg hatte Fargo vor allem ihrer fröhlichen und unbeschwerten Art zu verdanken. Ihre Songs hatten oft eine optimistische Ausstrahlung und eingängige Melodien und machten sie über die Country-Szene hinaus bekannt.
2009 wurde sie in die Country Music Hall of Fame aufgenommen.
Im Dezember 2017 erlitt Fargo einen schweren Schlaganfall. Sie musste in der Folge das Sprechen und Schreiben neu erlernen.

## Diskografie

### Alben
| Jahr | Titel                                 | Höchstplatzierung, Gesamtwochen, AuszeichnungChartplatzierungen (Jahr, Titel, Platzierungen, Wochen, Auszeichnungen, Anmerkungen) | Höchstplatzierung, Gesamtwochen, AuszeichnungChartplatzierungen (Jahr, Titel, Platzierungen, Wochen, Auszeichnungen, Anmerkungen) | Anmerkungen |
| Jahr | Titel                                 | US | Country | Anmerkungen |
| ---- | ------------------------------------- | --- | --- | ----------- |
| 1972 | The Happiest Girl in the Whole U.S.A. | US47 Gold · (43 Wo.)US | Country1 (55 Wo.)Country |             |
| 1973 | My Second Album                       | US104 (11 Wo.)US | Country1 (25 Wo.)Country |             |
| 1973 | All About a Feeling                   | — | Country5 (16 Wo.)Country |             |
| 1974 | Miss Donna Fargo                      | — | Country4 (15 Wo.)Country |             |
| 1975 | Whatever I Say Means I Love You       | — | Country28 (9 Wo.)Country |             |
| 1976 | On the Move                           | — | Country31 (9 Wo.)Country |             |
| 1977 | Fargo Country                         | — | Country11 (28 Wo.)Country |             |
| 1977 | Shame on Me                           | — | Country18 (30 Wo.)Country |             |
| 1978 | Dark-Eyed Lady                        | — | Country20 (16 Wo.)Country |             |
| 1986 | Winners                               | — | Country50 (36 Wo.)Country |             |

Weitere Alben
- 1979: Just for You
- 1980: Fargo
- 1981: Brotherly Love
- 1983: Donna
- 1984: Encore

### Kompilationen
| Jahr | Titel                   | Höchstplatzierung, Gesamtwochen, AuszeichnungChartplatzierungen (Jahr, Titel, Platzierungen, Wochen, Auszeichnungen, Anmerkungen) | Höchstplatzierung, Gesamtwochen, AuszeichnungChartplatzierungen (Jahr, Titel, Platzierungen, Wochen, Auszeichnungen, Anmerkungen) | Anmerkungen |
| Jahr | Titel                   | US | Country | Anmerkungen |
| ---- | ----------------------- | --- | --- | ----------- |
| 1977 | The Best of Donna Fargo | — | Country9 (25 Wo.)Country |             |

Weitere Kompilationen
- 1995: The Best of Donna Fargo
- 1997: Best of Donna Fargo
- 2002: 20th Century Masters: The Millennium Collection
- 2016: That Was Yesterday

### Singles
| Jahr | Titel Album                                                       | Höchstplatzierung, Gesamtwochen, AuszeichnungChartplatzierungen (Jahr, Titel, Album, Platzierungen, Wochen, Auszeichnungen, Anmerkungen) | Höchstplatzierung, Gesamtwochen, AuszeichnungChartplatzierungen (Jahr, Titel, Album, Platzierungen, Wochen, Auszeichnungen, Anmerkungen) | Anmerkungen                   |
| Jahr | Titel Album                                                       | US | Country | Anmerkungen                   |
| ---- | ----------------------------------------------------------------- | --- | --- | ----------------------------- |
| 1972 | The Happiest Girl in the Whole U.S.A.                             | US11 Gold · (16 Wo.)US | Country1 (23 Wo.)Country |                               |
| 1972 | Funny Face The Happiest Girl in the Whole U.S.A.                  | US5 Gold · (20 Wo.)US | Country1 (16 Wo.)Country |                               |
| 1972 | Superman My Second Album                                          | US41 (9 Wo.)US | Country1 (14 Wo.)Country |                               |
| 1973 | You Were Always There My Second Album                             | US93 (7 Wo.)US | Country1 (14 Wo.)Country |                               |
| 1973 | Little Girl Gone All About Feeling                                | US57 (10 Wo.)US | Country2 (14 Wo.)Country |                               |
| 1974 | I’ll Try a Little Bit Harder All About Feeling                    | — | Country6 (12 Wo.)Country |                               |
| 1974 | You Can’t Be a Beacon If Your Light Don’t Shine Miss Donna Fargo  | US57 (13 Wo.)US | Country1 (15 Wo.)Country |                               |
| 1974 | US of A Miss Donna Fargo                                          | US86 (5 Wo.)US | Country9 (15 Wo.)Country |                               |
| 1975 | It Do Feel Good Miss Donna Fargo                                  | US98 (12 Wo.)US | Country7 (12 Wo.)Country |                               |
| 1975 | It Do Feel Good Whatever I Say Means I Love You                   | — | Country14 (14 Wo.)Country |                               |
| 1975 | Whatever I Say (Means I Love You) Whatever I Say Means I Love You | — | Country38 (11 Wo.)Country |                               |
| 1975 | What Will the New Year Bring Whatever I Say Means I Love You      | — | Country58 (7 Wo.)Country |                               |
| 1976 | You’re Not Charlie Brown Whatever I Say Means I Love You          | — | Country60 (6 Wo.)Country |                               |
| 1976 | Mr. Doodles On the Move                                           | — | Country20 (10 Wo.)Country |                               |
| 1976 | I’ve Loved You All of the Way On the Move                         | — | Country15 (13 Wo.)Country |                               |
| 1976 | Don’t Be Angry The Best of Donna Fargo                            | — | Country3 (19 Wo.)Country |                               |
| 1976 | Mockingbird Hill Fargo Country                                    | — | Country9 (13 Wo.)Country |                               |
| 1977 | That Was Yesterday Fargo Country                                  | — | Country1 (14 Wo.)Country |                               |
| 1977 | Shame on Me                                                       | — | Country8 (15 Wo.)Country |                               |
| 1977 | Do I Love You (Yes in Every Way) Shame on Me                      | — | Country2 (15 Wo.)Country |                               |
| 1978 | Raga Muffin Man Shame on Me                                       | — | Country19 (11 Wo.)Country |                               |
| 1978 | Another Goodbye Dark-Eyed Lady                                    | — | Country10 (13 Wo.)Country |                               |
| 1978 | Somebody Special Dark-Eyed Lady                                   | — | Country6 (15 Wo.)Country |                               |
| 1979 | Daddy Just for You                                                | — | Country14 (13 Wo.)Country | Originalversion erschien 1968 |
| 1979 | Preacher Berry Just for You                                       | — | Country45 (7 Wo.)Country |                               |
| 1980 | Walk on By Just for You                                           | — | Country43 (7 Wo.)Country |                               |
| 1980 | Land of Cotton Fargo                                              | — | Country63 (7 Wo.)Country |                               |
| 1980 | Seeing Is Believing Fargo                                         | — | Country55 (6 Wo.)Country |                               |
| 1981 | Lone Star Cowboy                                                  | — | Country73 (6 Wo.)Country |                               |
| 1981 | Jacamo                                                            | — | Country72 (4 Wo.)Country |                               |
| 1982 | It’s Hard to Be the Dreamer (When I Used to Be the Dream) Donna   | — | Country40 (9 Wo.)Country |                               |
| 1982 | Did We Have to Go This Far Donna                                  | — | Country80 (3 Wo.)Country |                               |
| 1983 | The Sign of the Times                                             | — | Country72 (4 Wo.)Country |                               |
| 1984 | My Heart Will Always Belong to You                                | — | Country80 (4 Wo.)Country |                               |
| 1986 | Woman of the 80’s Winners                                         | — | Country58 (8 Wo.)Country |                               |
| 1986 | Me and You Winners                                                | — | Country29 (17 Wo.)Country |                               |
| 1987 | Members Only Winners                                              | — | Country58 (15 Wo.)Country | mit Billy Joe Royal           |
| 1991 | Soldier Boy                                                       | — | Country71 (2 Wo.)Country |                               |

Weitere Singles
- 1967: Would You Believe a Lifetime
- 1967: You Reach for the Bottle
- 1967: Kinda Glad I’m Me
- 1968: Daddy
- 1969: Wishful Thinkin’
- 1977: I’d Love You to Want Me
- 1981: The Baptism of Jesse Taylor
- 1981: Say I Do
- 2008: We Can Do Better in America

## Auszeichnungen
| Jahr | Org.   | Award                                 | Titel                                 |
| ---- | ------ | ------------------------------------- | ------------------------------------- |
| 1969 | ACM    | Top New Female Vocalist               |                                       |
| 1972 | ACM    | Album of the Year                     | The Happiest Girl in the Whole U.S.A  |
| 1972 | ACM    | Single of the Year                    | The Happiest Girl in the Whole U.S.A  |
| 1972 | ACM    | Song of the Year                      | The Happiest Girl in the Whole U.S.A. |
| 1972 | ACM    | Top Female Vocalist                   |                                       |
| 1972 | CMA    | Single of the Year                    | The Happiest Girl in the Whole U.S.A  |
| 1972 | TNN    | New Female Vocalist                   |                                       |
| 1973 | Grammy | Best Female Country Vocal Performance |                                       |